# Isaac ben Jacob ha-Cohen
Isaac ben Jacob ha-Cohen fue un cabalista judío nacido en Castilla, probablemente en Segovia, en el siglo XIII, y fallecido a finales del siglo XIII o principios del XIV.

## Biografía
Isaac ben Jacob ha-Cohen emprendió con su hermano Jacob un viaje al sur de Francia, con el fin de recoger en las escuelas cabalísticas las tradiciones esotéricas procedentes de la familia Kalonymus, en particular del rabino Judá el Piadoso y de su hijo Eleazar de Worms, así como las enseñanzas de Isaac el Ciego, el maestro de la escuela de Posquières en Languedoc . Los dos hermanos regresaron luego a Castilla. Isaac ben Jacob ha-Cohen se convirtió en uno de los maestros, junto a su hermano, de la escuela cabalística de Segovia.

## Obra
Su obra más conocida es el Sefer ha-Orah, El Libro de la Luz. Desarrolló una Cabalá Sefirótica donde el origen de las fuerzas del mal ocupa un lugar importante. Es en sus escritos que aparece la concepción de una emanación que surge de «lado izquierdo» de la divinidad, de la que proceden los poderes del mal .
También observamos en su obra una fuerte tendencia a elaborar largas listas de seres que sitúa debajo del reino de las sefirot. Estas emanaciones de segundo rango se describen como «cortinas» (pargonim) ante las emanaciones sefiróticas, como «ropa» de las almas internas de las sefirot. Así, para cada uno de abajo hay una fuerza correspondiente en el mundo de arriba.
«Este tema recorre todos los escritos de Isaac ben Jacob ha-Cohen», señala Gershom Scholem. Se trata de un nuevo tema entre los cabalistas que influirá en los autores del Sefer Ha Zohar.
La obra Isaac ben Jacob ha-Cohen constituye uno de los ejemplos más notables de la escuela cabalística castellana del siglo XIII, porque permite, en particular, observar cómo «Se pudo forjar una Cabalá completamente nueva al mismo tiempo que la primera, como si cada una se expresara en un nivel diferente», según las sefirot de Gershom Scholem